# Abdij Heggbach

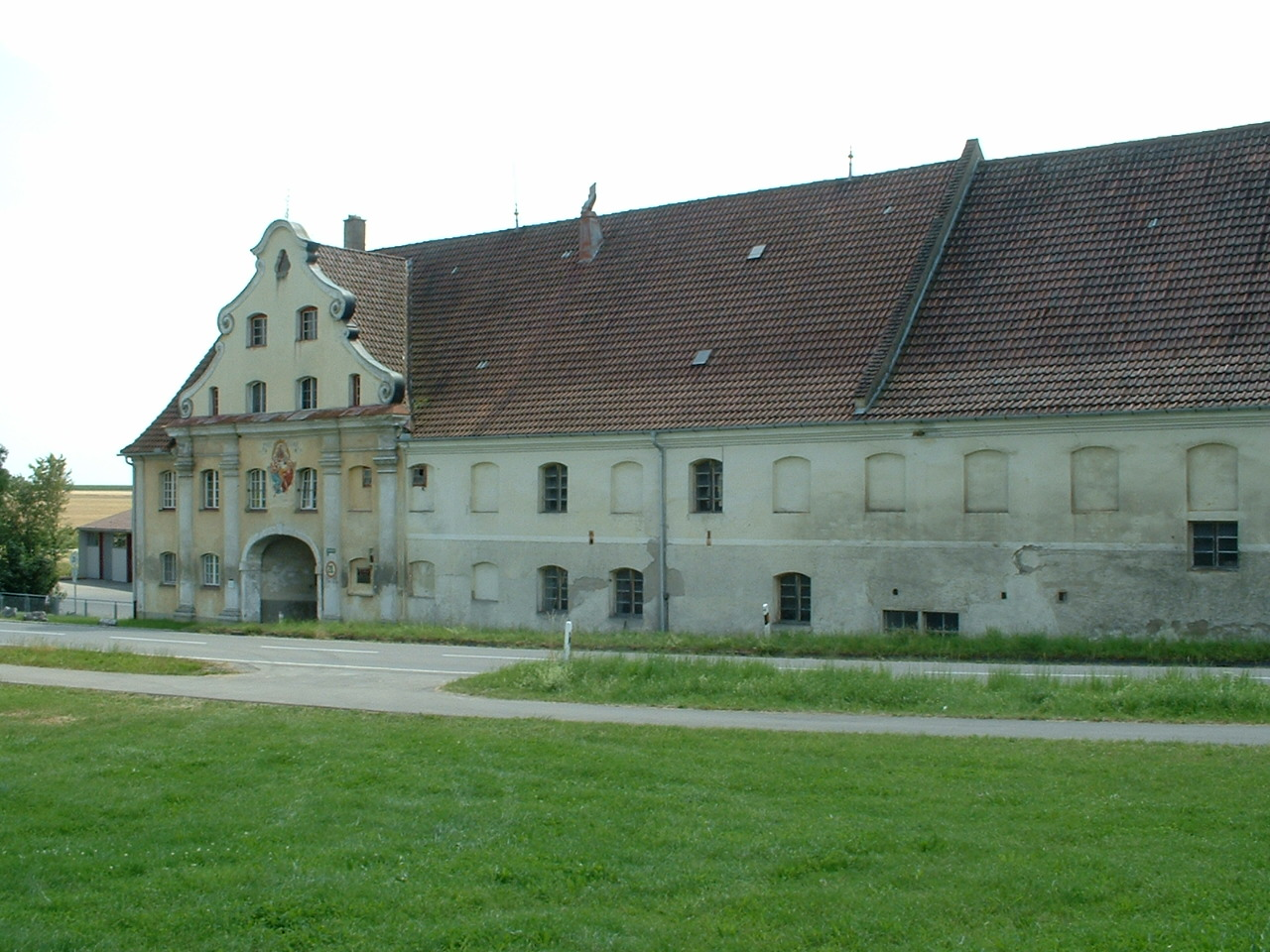
Abdij Heggbach, hoofdpoort

Heggbach was een tot de Zwabische Kreits behorende abdij binnen het Heilige Roomse Rijk.
In 1231 bestond er in Heggbach bij Biberach an der Riß een gemeenschap van vrouwelijke religieuzen, die in 1234 werd opgenomen in de Orde van de Cisterciënzerinnen. De abdij stond onder het geestelijk toezicht van de abt van Salem. In de middeleeuwen waren de abdissen meestal afkomstig uit de adel of het patriciaat.
In 1429 kreeg de abdis de rechtsmacht over haar territorium, dat uit vijf dorpen bestond. In de vijftiende eeuw stond de abdij op eigen verzoek onder de bescherming van de Rijksstad Biberach. In 1562 werd de abdis toegelaten tot het College van Zwabische Rijksprelaten in de Rijksdag, waar ze meestal door de abt van Salem werd vertegenwoordigd.

In de Reichsdeputationshauptschluss van 25 februari 1803 werd de abdij met haar gebied in paragraaf 24 toebedeeld aan enkele heersers die hun gebied op de linker Rijnoever aan Frankrijk verloren hadden:
De abdij Heggbach met uitzondering van Mietingen en Sullmingen aan de graaf van Bassenheim voor het verlies van Pyrmont en Olbrück.
De dorpen Mietingen en Sulmingen aan de graaf van Plettenberg voor het verlies van Wittem en Eijs.
Lang hebben de nieuwe graafschappen niet bestaan, want door de Rijnbondakte van 12 juli 1806 werden in artikel 24 het graafschap Heggbach en de heerlijkheden Mietingen en Sulmingen onder de soevereiniteit van het koninkrijk Württemberg geplaatst: de mediatisering.

## Gebied
Het gebied van de abdij bestond uit de vijf dorpen Baustetten, Bronnen, Maselheim, Mietingen en Sulmingen.